# Tadeo Hájek

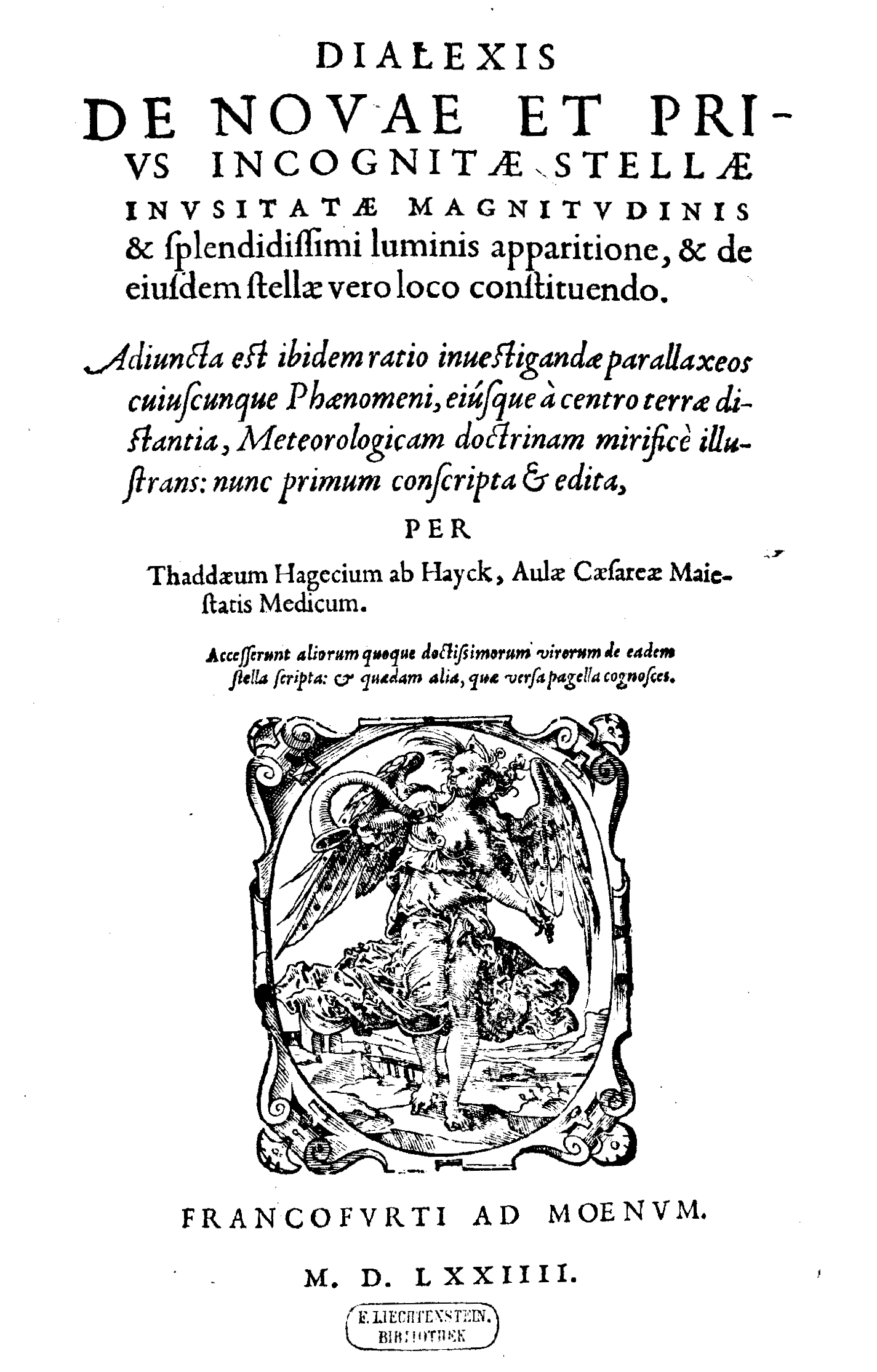
E a estrela de tamanho incomum e da luz esplendorosa do desconhecido, e o homem mais ilustre dentre a aparição da primeira luz, das estrelas, e fora do mesmo tem que ser feito e estabelecido., 1574

Tadeo Hájek
, Tadeáš Hájek z Hájku, (também conhecido como Thaddaeus Hagecius, Thaddeus Hájek, Tadeáš Hájek, Thaddeus Nemicus) (1525-1600) foi um matemático, astrônomo, alquimista, latinista, botânico, geógrafo, e médico checo. Foi médico pessoal de Rodolfo II. Praga, à época de Rodolfo II (1552-1612), fervilhava em luzes e cores. Ele se cercou dos mais ilustres homens da ciência a que pode ter acesso. Alguns de seus convidados tinham um currículo nada modesto. Homens como Edward Kelley, Tadeo Hájek, John Dee, Martin Ruland, pai e filho, etc. Praga tornara-se o centro europeu das ciências médicas, das ciência ocultas, da música, etc. Foi em Praga que muitos desses homens alcançaram notoriedade. Rodolfo II chegou mesmo a estabelecer um laboratório de alquimia e convidou muitos alquimistas famosos para trabalhar.
Quanto a Tadeo Hájek, seus manuscritos multivolumes em latim tratavam principalmente de astronomia e muitos contemporâneos o viam como o então mais famoso astrônomo daquele tempo. Além de suas obras, Tadeo Hájek recolhia avidamente manuscritos diversos, especialmente os que diziam respeito a Copérnico. Ao longo de sua vida, ele publicou uma série de previsões astronômicas em língua checa e, como resultado, ele foi visto como um ocultista e alquimista, em vez de um grande cientista. Ele viveu e manteve correspondência com John Dee como resultado do interesse mútuo na geometria euclidiana.

## Os trabalhos selecionados
- Diagrammata Sev Typi Eclipsivm Solis Et Lvnae futurarum. Anno à Christo nato ..., 1550, Tadeáš Hájek z Hájku, Nicolas Bourgois
- Prognosticon Astrologicvm Viennense, Per M: Thaddæum Nemicum, in Annum 1554 ..., 1553
- Dialexis de novae et prius incognitae stellae: inusitatae magnitudinis ..., 1574, Tadeáš Hájek z Hájku, Zdeněk Horský
- Descriptio Cometae, qui apparuit ad 1577 ..., 1578, Tadeáš Hájek z Hájku
- Thaddaei Hagecii Ab Hayck Epistola Ad Martinum Mylium: Jn qua examinatur ..., 1580
- Thaddaei Hagecii ab Hagek Doctoris Medici Aphorismorum Metoposcopicorum ..., 1584
- De Cervisia, Eiusque Conficiendi Ratione, Natura, viribus, & facultatibus ..., 1585
- Thaddaei Hagecii Ab Hayck Ad secundas insanas Cucurbitulas Hannibalis Raymundo-Zani Itali, Veronae, sub monte Baldo nati. Spongia secunda, Volume 2, 1679
- Tractat von der Metoposcopia, 1710, Tadeáš Hájek z Hájku